# Lailongmen
 (juin 2018).
Si vous disposez d'ouvrages ou d'articles de référence ou si vous connaissez des sites web de qualité traitant du thème abordé ici, merci de compléter l'article en donnant les références utiles à sa vérifiabilité et en les liant à la section « Notes et références ».
 (juin 2018).
Le sous-district de Lailongmen (chinois simplifié : 来龙门街道 ; chinois traditionnel : 來龍門街道 ; pinyin : láilóngmén jiēdào) est un sous-district de la ville-district de Liling, situé dans la ville-préfecture de Zhuzhou , dans la province du Hunan, en Chine.
Selon le recensement de l'an 2000, il compte une population de 59 000 habitants et une superficie de 47,6 kilomètres carrés.

## Divisions du canton
Le sous-district est divisé en 4 villages et 7 quartiers dont voici les noms: le quartier de Mafangtang, celui de Sitang, celui de Wenmiao, celui de Shengli, celui de Beimen, celui de Shizipo, celui de Dingjiafang, le village de Shangzhou, le village de Shantian, celui de Ma'ao , et celui de Dong'an (马放塘社区、四塘社区、文庙社区、胜利社区、北门社区、狮子坡社区、丁家坊社区、上洲村、珊田村、马脑村、东岸村).